# Father Mother Sister Brother
Father Mother Sister Brother är en fransk-irländsk-amerikansk dramakomedifilm i antologiform, som har en planerad premiär i augusti 2025 på Filmfestivalen i Venedig. Filmen är regisserad av Jim Jarmusch som även skrivit filmens manus.

## Handling
Två syskon återförenas efter flera år isär och tvingas konfrontera olösta spänningar samt omvärdera sina ansträngda relationer med sina känslomässigt avståndstagande föräldrar.

## Rollista (i urval)
- Cate Blanchett - Lilith
- Vicky Krieps - Timothea
- Adam Driver - Jeff
- Mayim Bialik - Emily
- Tom Waits
- Charlotte Rampling
- Indya Moore - Skye
- Luka Sabbat - Billy